# Assassinato de James A. Garfield

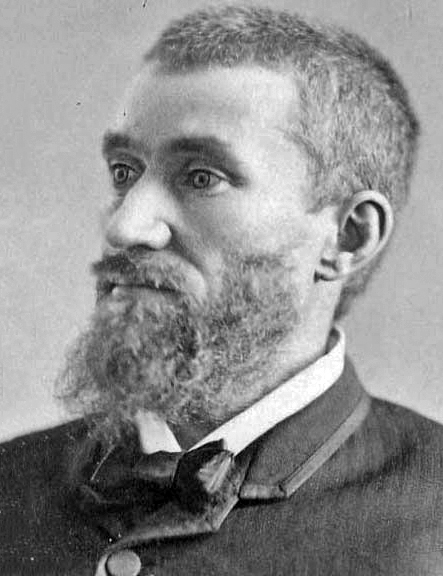
Charles J. Guiteau, assassino do presidente James A. Garfield

James A. Garfield, o 20º presidente dos Estados Unidos, foi baleado na Estação Ferroviária de Baltimore e Potomac, em Washington, D.C., às 9h30 de sábado, 2 de julho de 1881. Ele morreu em Elberon, Nova Jersey, 79 dias depois, em 19 de setembro de 1881. O tiroteio ocorreu menos de quatro meses em seu mandato como presidente. O assassino de Garfield foi Charles J. Guiteau, cujo motivo era vingança contra Garfield por uma dívida política imaginada, e conseguir que Chester A. Arthur fosse elevado a presidente. Guiteau foi condenado pelo assassinato de Garfield e executado por enforcamento um ano após o tiroteio.

## Assassinato

### Contexto
Charles Guiteau voltou-se para a política depois de fracassar em vários empreendimentos, incluindo teologia, advocacia, cobrança de contas e passar um tempo na utópica Comunidade Oneida. O ex-presidente Ulysses S. Grant era o principal candidato cedo para o republicano candidatura presidencial em 1880 e foi apoiado pelo factor leal. Guiteau decidiu que ele era um defensor fiel e de Grant, e escreveu um discurso chamado "Grant against Hancock".
Quando Grant perdeu a indicação para o candidato azarão  James Garfield, Ele nunca fez o discurso em um ambiente público, mas o imprimiu (ele nunca pagou a conta) e distribuiu várias centenas de cópias. O discurso foi ineficaz, mesmo na forma escrita; entre outros problemas, Guiteau fizera um esforço apressado, mas incompleto, para substituir as referências a Grant por referências a Garfield. Ele se convenceu de que seu discurso foi o grande responsável pela vitória apertada de Garfield sobre o candidato democrata Winfield Scott Hancock. Guiteau acreditava que deveria ser premiado com um posto diplomático por sua assistência supostamente vital, primeiro pedindo um consulado em Viena, depois expressando a disposição de "se contentar" com um em Paris. Ele vagou pela sede republicana na cidade de Nova York durante o inverno de 1880-1881, esperando recompensas por seu discurso, mas sem sucesso.
Guiteau chegou a Washington, D.C., em 5 de março de 1881, um dia após a posse de Garfield, ainda acreditando que seria recompensado. Ele obteve entrada na Casa Branca e viu o presidente em 8 de março de 1881, deixando uma cópia de seu discurso como um lembrete do trabalho de campanha que ele havia feito em nome de Garfield. Guiteau passou os dois meses seguintes perambulando por Washington, hospedando-se em pensões e fugindo sem pagar por suas refeições e hospedagem. Ele passou um tempo indo e voltando entre o Departamento de Estado e a Casa Branca e abordando vários membros do Gabinete e republicanos proeminentes para pressionar sua reivindicação, tudo sem sucesso. Em 13 de maio de 1881, ele foi banido da sala de espera da Casa Branca. No dia seguinte, ele encontrou o secretário de Estado James G. Blaine, que lhe disse: "Nunca mais fale comigo no consulado de Paris enquanto você viver".

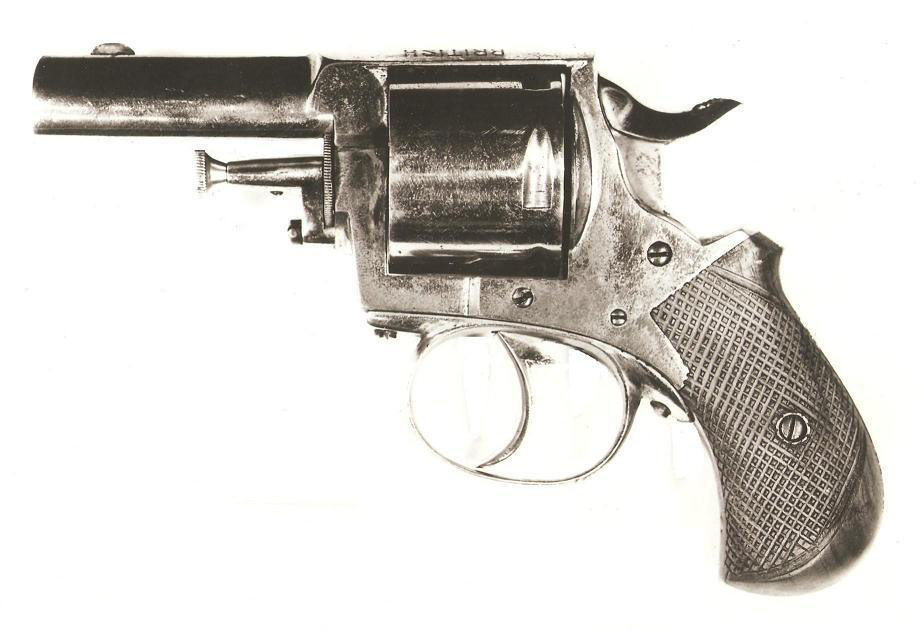
O revólver British Bulldog que Guiteau usou para assassinar o presidente Garfield

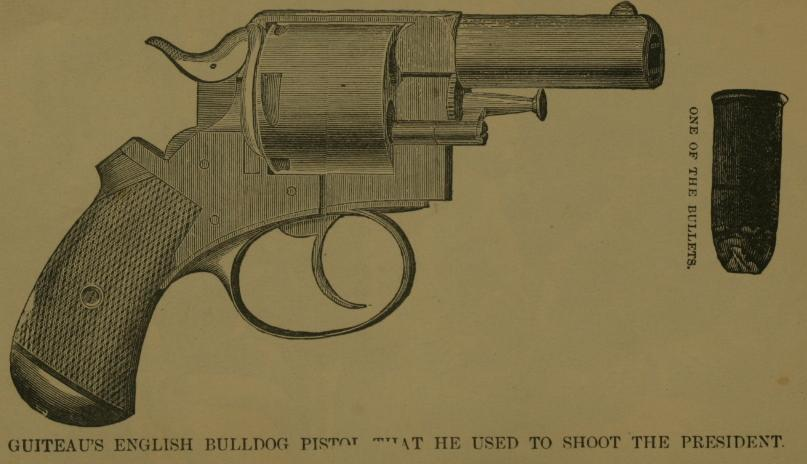
Uma ilustração do revólver de Guiteau

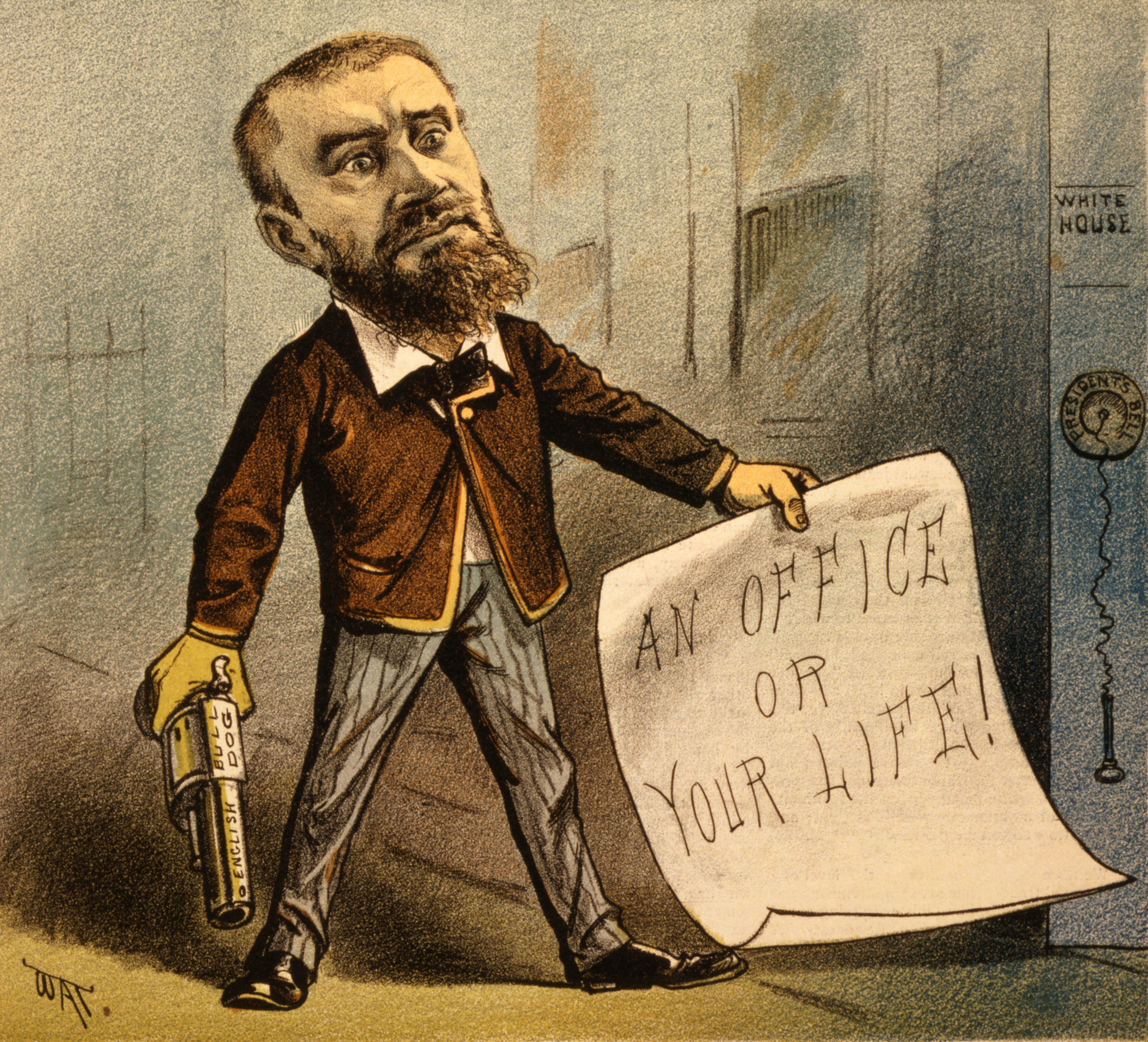
caricatura política de 1881 de Guiteau; a legenda do desenho dizia "Model Office Seeker"

A família de Guiteau o havia considerado insano em 1875 e tentou a internação, mas ele tinha escapado. Agora sua mania tomou um rumo violento, e ele decidiu que havia sido ordenado por um poder superior para matar o presidente. Mais tarde, ele declarou: "Deixo minha justificação para Deus."
Guiteau emprestou US$ 15 de George Maynard, um parente por casamento, então saiu para comprar um revólver. A loja de O'Meara em Washington oferecia uma escolha entre duas versões do revólver British Bulldog calibre .442 Webley, um com cabo de madeira e outro com cabo de marfim. Ele preferia o marfim porque achava que ficaria melhor como uma exposição de museu após o assassinato, mas não podia pagar o dólar extra, então o dono da loja baixou o preço por ele. O revólver foi recuperado e exibido pelo Smithsonian no início do século XX, mas desde então foi perdido. Guiteau passou as semanas seguintes perseguindo Garfield e praticando tiro ao alvo. Ele escreveu uma carta a Garfield, dizendo que deveria demitir Blaine ou "você e o Partido Republicano sofrerão". A carta foi ignorada, como toda a correspondência que Guiteau enviou à Casa Branca.
Guiteau continuou a se preparar cuidadosamente; ele escreveu uma carta a William Tecumseh Sherman, o Comandante Geral do Exército, pedindo proteção contra a multidão que ele supunha que se reuniria depois que ele matasse o Presidente, e ele escreveu outras cartas justificando sua ação conforme necessário para curar a dissensão entre as facções do Partido Republicano. Ele passou todo o mês de junho seguindo Garfield por Washington. Em uma ocasião, Guiteau seguiu Garfield até a estação ferroviária quando ele estava vendo sua esposa, a primeira-dama Lucretia Garfield, em um resort de praia em Long Branch, Nova Jersey ; ele decidiu não atirar no presidente então, pois Lucretia era conhecida por estar com problemas de saúde e ele não queria aborrecê-la.

### Tiroteio

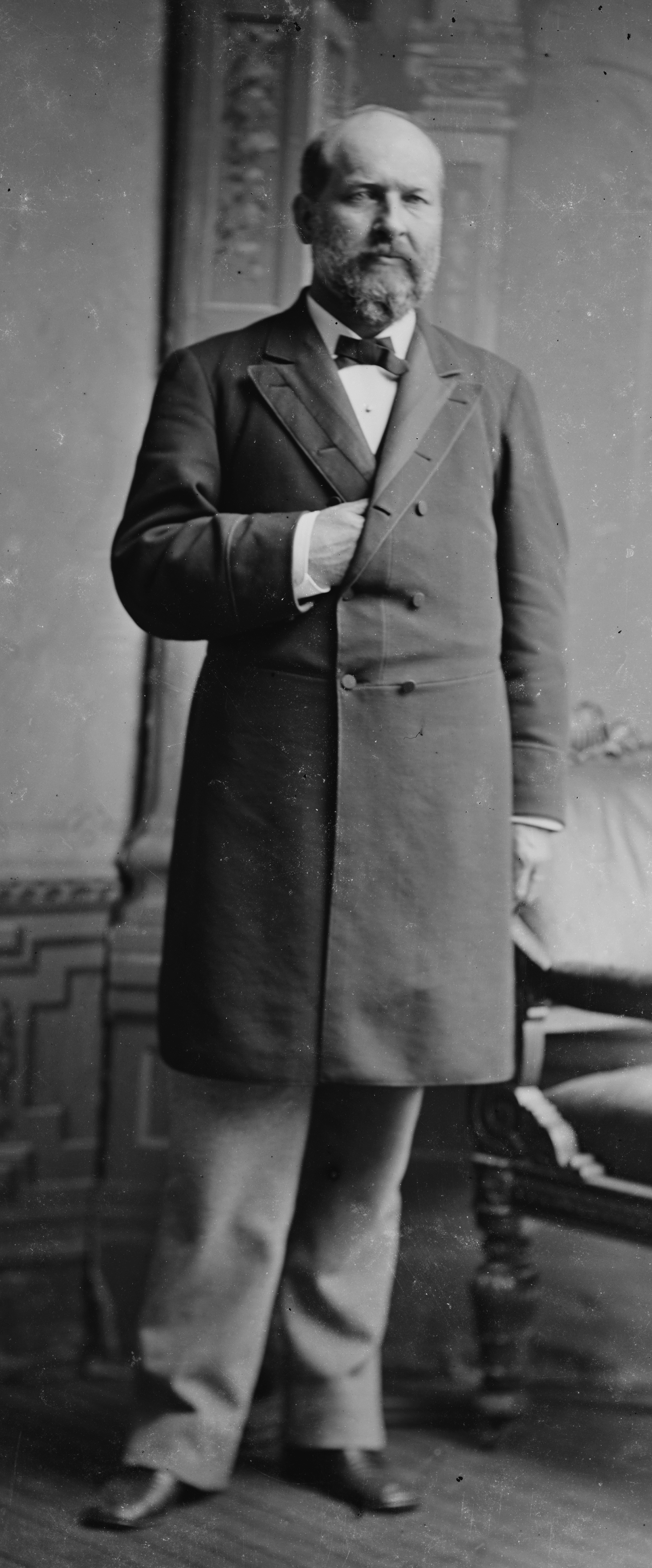
Presidente Garfield

Garfield estava programado para deixar Washington em 2 de julho de 1881, para suas férias de verão, que foi noticiado nos jornais de Washington, e Guiteau estava esperando por ele na Estação Ferroviária de Baltimore e Potomac na esquina sudoeste da Sixth Street com Constitution Avenue NW em Washington. Garfield chegou à estação a caminho de sua alma mater Williams College, onde deveria fazer um discurso antes de começar suas férias. Ele estava acompanhado por seus filhos James e Harry, e pelo secretário de Estado James G. Blaine; O secretário da Guerra, Robert Todd Lincoln, esperou na estação para se despedir dele. Garfield não tinha guarda-costas ou seguranças; os primeiros presidentes não os empregaram, com exceção de Abraham Lincoln durante a Guerra Civil.
Quando Garfield entrou na sala de espera da estação, Guiteau deu um passo à frente e atirou no presidente à queima-roupa por trás. Garfield gritou: "Meu Deus, o que é isso?", levantando os braços. Guiteau disparou novamente e Garfield desmaiou. A primeira bala atingiu de raspão o ombro do presidente, e a outra o atingiu nas costas, passando pela primeira vértebra lombar, mas errando a medula espinhal antes de parar atrás do pâncreas. Guiteau colocou a pistola de volta no bolso e se virou para sair por um táxi que o esperava do lado de fora da estação, mas colidiu com o policial Patrick Kearney, que estava entrando na estação após ouvir os tiros.
Na delegacia, Kearney exigiu: "Em nome de Deus, cara, por que você atirou no presidente?" Guiteau respondeu: "Sou um fiel e quero Arthur para presidente". A multidão que se reunia rapidamente gritou: " Lincem-no", mas Kearney e vários outros policiais levaram o assassino para a delegacia de polícia a poucos quarteirões de distância. Ao se render às autoridades, Guiteau pronunciou as palavras exultantes, repetidas em todos os lugares: "Sou um fiel dos fiéis! Eu fiz isso e quero ser preso! Arthur é presidente agora!". Esta declaração levou brevemente a suspeitas infundadas de que o vice-presidente Chester A. Arthur ou seus partidários haviam colocado Guiteau no crime.
Os Stalwarts eram uma facção republicana leal ao senador Roscoe Conkling; eles apoiaram Grant para um terceiro mandato em 1880. Garfield não era afiliado a nenhuma das facções, mas Blaine deu seu apoio a Garfield quando ficou claro que Blaine não poderia ganhar a indicação presidencial. Como um Stalwart autoproclamado, Guiteau se convenceu de que, ao remover Garfield, ele estava dando um golpe para unir as duas facções do Partido Republicano.

### Tratamento e morte
Garfield foi levado para o andar de cima da estação ferroviária, consciente, mas em estado de choque. Uma bala permaneceu alojada em seu corpo, mas os médicos não conseguiram encontrá-la. Robert Lincoln ficou profundamente perturbado, pensando no assassinato de seu pai, Abraham Lincoln, dezesseis anos antes; ele disse: "Quantas horas de tristeza eu passei nesta cidade".
Garfield foi levado de volta à Casa Branca, e os médicos lhe disseram que ele não sobreviveria à noite; no entanto, ele permaneceu consciente e alerta. Na manhã seguinte, seus sinais vitais estavam bons e os médicos começaram a esperar pela recuperação. Uma longa vigília começou, e os médicos de Garfield emitiram boletins regulares que o público americano acompanhou de perto durante todo o verão de 1881.

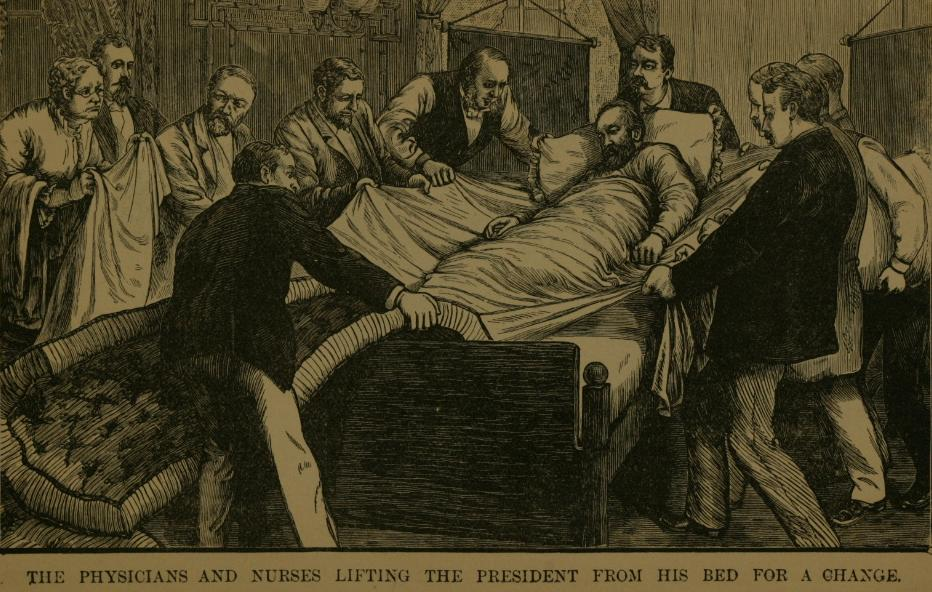
Trocando a roupa de cama de Garfield

Os engenheiros da Marinha instalaram um refrigerador de ar em um esforço para aliviar Garfield do calor de um verão em Washington. Os médicos continuaram a sondar a ferida de Garfield com dedos e instrumentos não esterilizados, tentando encontrar a bala, e Alexander Graham Bell desenvolveu um detector de metais especificamente para encontrá-la. Ele não teve sucesso, em parte porque a armação de metal da cama de Garfield fez o instrumento funcionar mal, e em parte porque o médico Willard Bliss permitiu que Bell usasse o dispositivo apenas no lado direito de Garfield, onde Bliss insistiu que a bala havia se alojado. Os testes subsequentes de Bell indicaram que seu detector de metais estava em boas condições de funcionamento e que ele teria encontrado a bala se tivesse permissão para usar o dispositivo no lado esquerdo de Garfield.
Em 29 de julho, Garfield se encontrou com seu gabinete pela única vez durante sua doença; os membros estavam sob estrita instrução dos médicos para não discutir nada perturbador. Ele permaneceu acamado na Casa Branca com febres e dores extremas. Seu peso caiu de 95 kg para 58 kg, pois sua incapacidade de manter e digerir os alimentos cobrava seu preço. Enemas de nutrientes foram dados na tentativa de prolongar sua vida porque ele não conseguia digerir os alimentos. A sepse e a infecção se instalaram, e o presidente sofreu alucinações por um tempo. Abscessos cheios de pus se espalharam por todo o corpo enquanto as infecções se espalhavam.

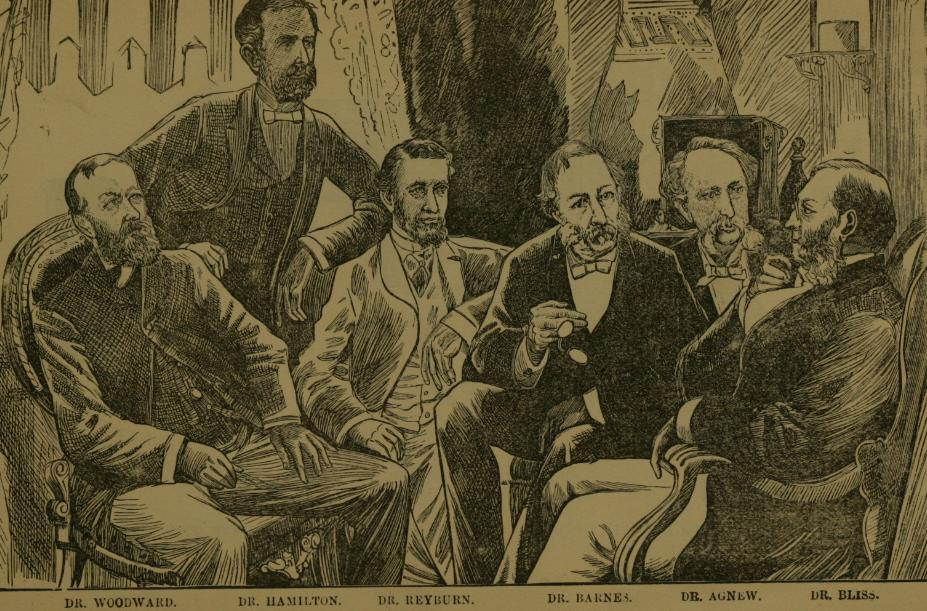
Médicos discutem as feridas de Garfield

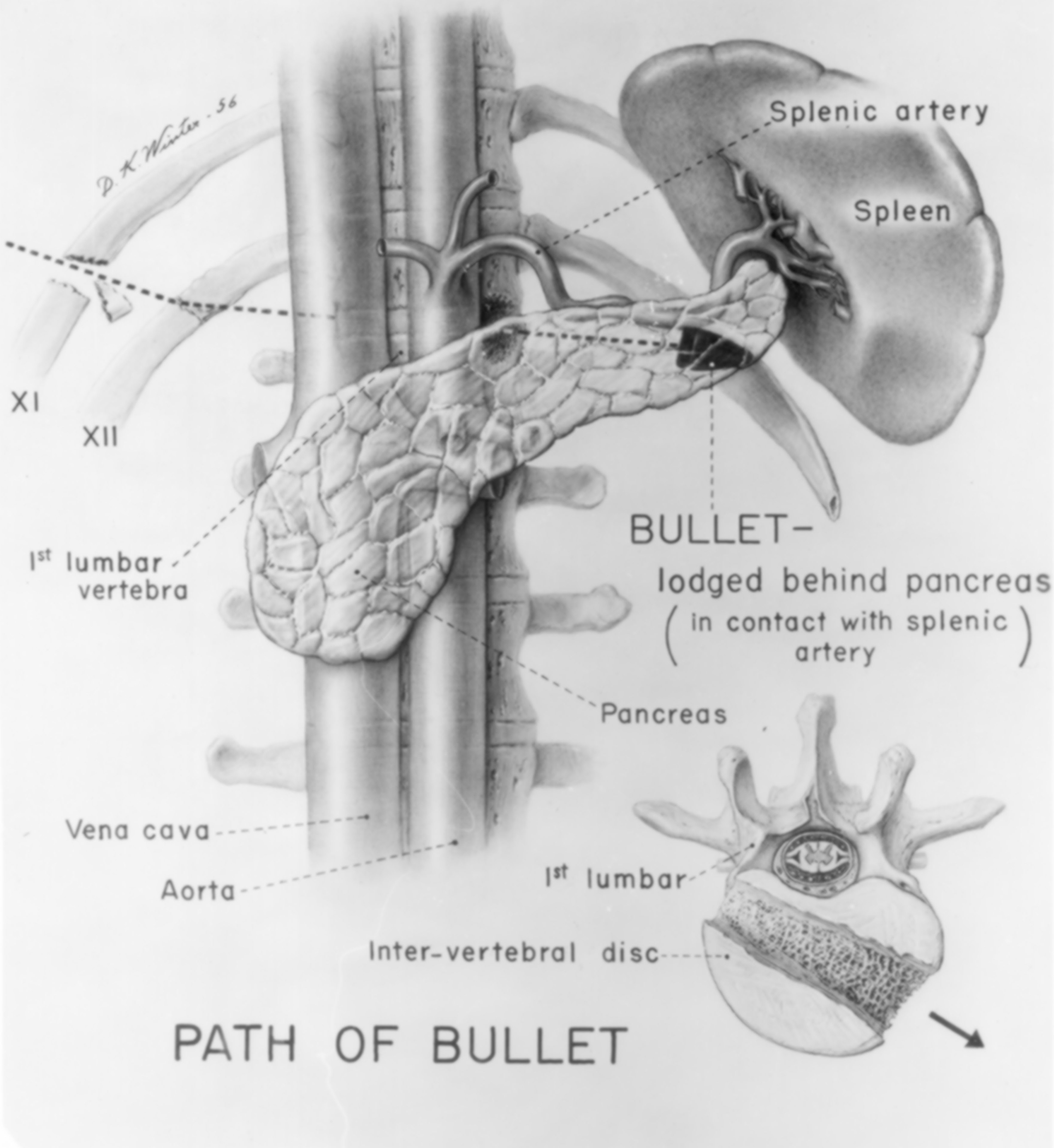
Caminho da bala que feriu o presidente Garfield

A condição de Garfield piorou sob o clima opressivo do verão em Washington. Em 6 de setembro, Garfield foi levado de trem para Elberon em Jersey Shore, onde os voluntários construíram uma linha de ramal, durante a noite, da estação até o Francklyn Cottage, uma mansão à beira-mar entregue ao seu uso. A intenção era ajudar o presidente a escapar do calor e da umidade de Washington, na vã esperança de que o ar fresco e o silêncio pudessem ajudar sua recuperação. Garfield estava recostado na cama diante de uma janela com vista para a praia e o oceano. Novas infecções se instalam, bem como espasmos de angina. Garfield morreu de um aneurisma de artéria esplênica rompido, após sepse e pneumonia brônquica às 10h35 pm na segunda-feira, 19 de setembro de 1881, em Elberon, Nova Jersey, dois meses antes de seu aniversário de 50 anos. Durante os 79 dias entre o tiroteio e a morte, o único ato oficial de Garfield foi assinar um pedido de extradição de um falsário que havia escapado e foi preso depois de fugir para o Canadá.

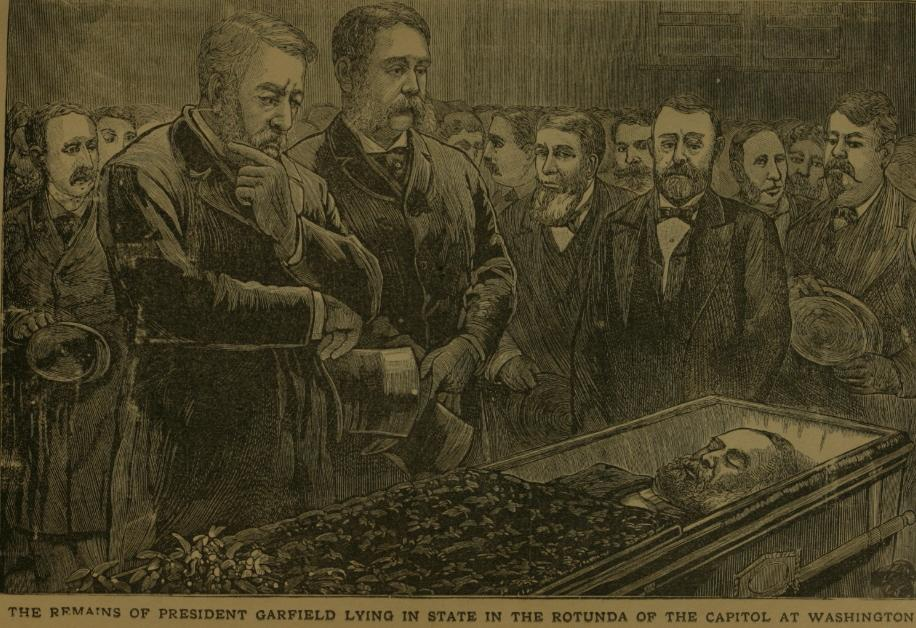
Os enlutados passam pelo corpo do ex-presidente dos Estados Unidos James A. Garfield. Frente L–R, Secretário de Estado James G. Blaine, Presidente Chester A. Arthur, ex-vice-presidente Schuyler Colfax, ex-presidente Ulysses S. Grant e o candidato presidencial democrata de 1880 Winfield Scott Hancock.

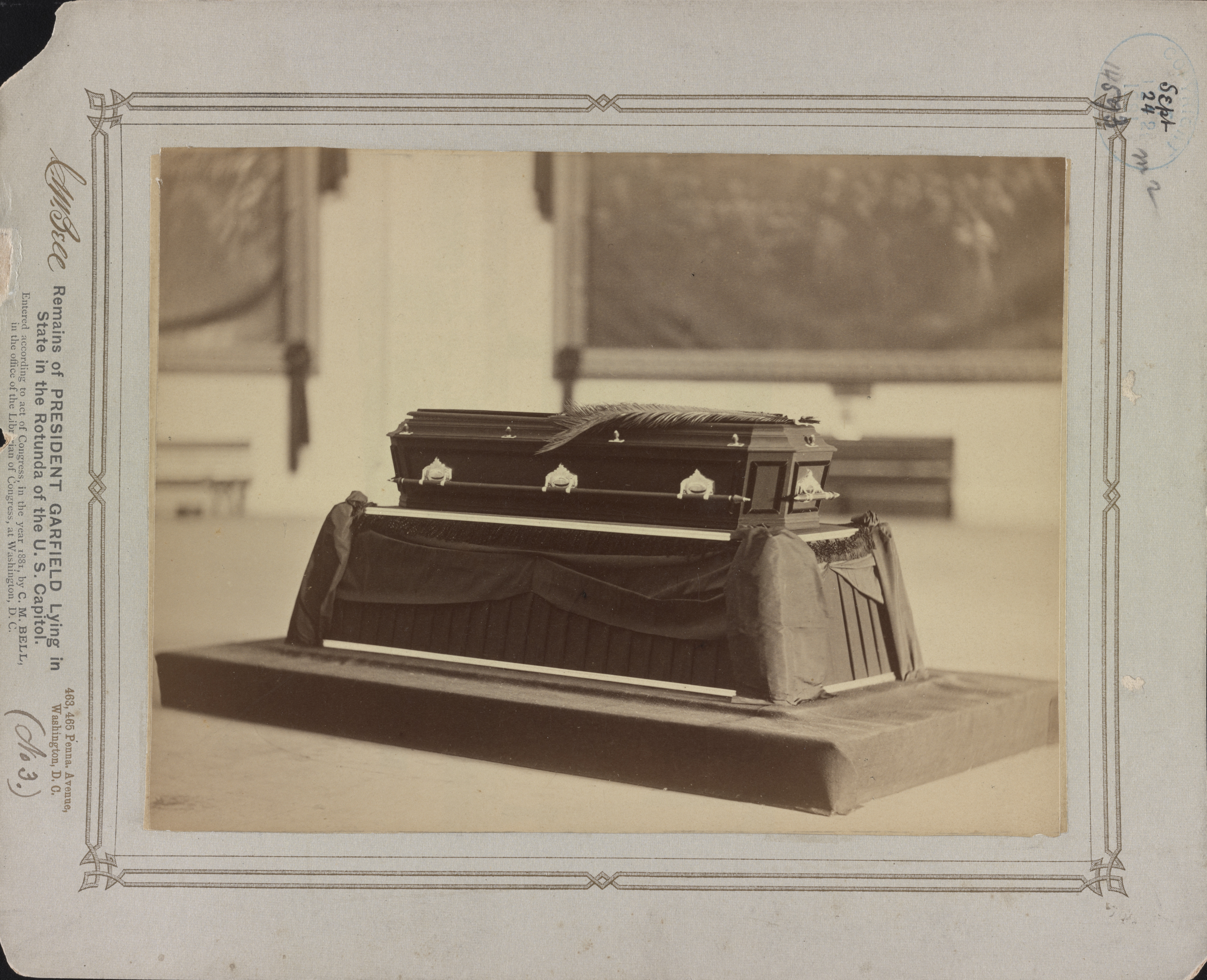
O caixão do presidente dos Estados Unidos, James A. Garfield, no velório na Rotunda do Capitólio

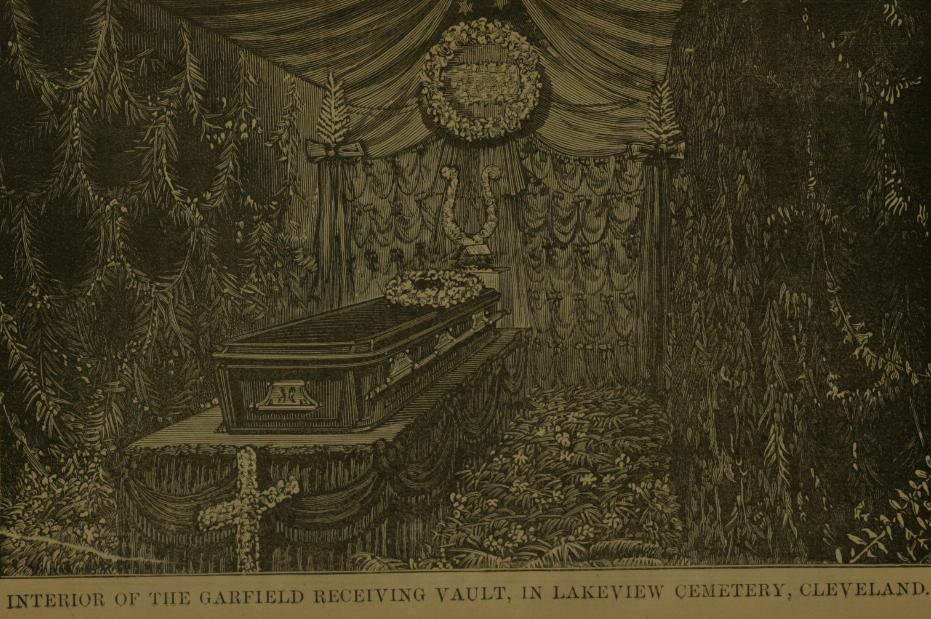
O funeral no cemitério de Lake View

A maioria dos historiadores e especialistas médicos agora acredita que Garfield provavelmente teria sobrevivido ao ferimento se os médicos fossem mais capazes. No entanto, a maioria dos médicos americanos da época não acreditava em medidas antissepsicas ou na necessidade de limpeza para prevenir infecções. Vários inseriram os dedos sujos na ferida para sondar a bala, e um médico perfurou o fígado de Garfield ao fazê-lo. Além disso, Bliss havia suplantado o médico de Garfield, Jedediah Hyde Baxter. Bliss e os outros médicos que atenderam Garfield tinham adivinhado errado sobre o caminho da bala em seu corpo; eles haviam sondado para a direita em suas costas em vez de para a esquerda, errando a localização da bala, mas criando um novo canal que se enchia de pus. A autópsia descobriu esse erro e revelou pneumonia em ambos os pulmões e um corpo cheio de pus devido à sepse descontrolada.
O vice-presidente Arthur estava em sua casa na cidade de Nova York quando chegou a notícia na noite de 19 de setembro de que Garfield havia morrido. Ele disse: "Espero - meu Deus, espero que seja um erro", mas a confirmação por telegrama veio logo depois. Arthur tomou posse no início da manhã de 20 de setembro e fez o juramento presidencial. Arthur então partiu para Long Branch para prestar seus respeitos à Sra. Garfield antes de ir para Washington.
O corpo de Garfield foi levado para Washington, onde permaneceu por dois dias no Capitólio antes de ser levado para Cleveland, Ohio, onde o funeral foi realizado em 26 de setembro.

## Julgamento e execução
Guiteau foi a julgamento em novembro. Ele recebeu ampla atenção da mídia durante seu julgamento por seu comportamento bizarro, incluindo insultar constantemente sua equipe de defesa, formatar seu testemunho em poemas épicos que ele recitou longamente e solicitar aconselhamento jurídico de espectadores aleatórios na plateia por meio de notas passadas. Guiteau afirmou que não era culpado porque o assassinato de Garfield era a vontade de Deus e ele era apenas um instrumento disso. Ele cantou "John Brown's Body" para o tribunal. Ele estava alheio à indignação e ódio do público americano por ele, mesmo depois de quase ter sido morto duas vezes – uma vez na prisão e outra enquanto era transportado para lá. A certa altura, Guiteau argumentou que Garfield foi morto não por ele, mas por negligência médica: "Eu nego o assassinato, por favor. Admitimos o tiroteio". Ele foi alojado no Hospital St. Elizabeths durante todo o julgamento e até sua execução.

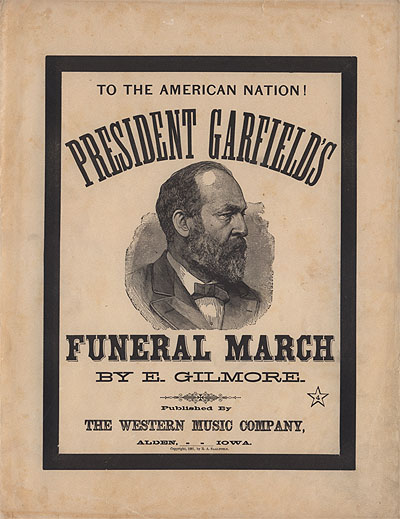
Música fúnebre escrita em homenagem a Garfield

O julgamento de Guiteau foi um dos primeiros casos de grande repercussão nos Estados Unidos em que a defesa de insanidade foi considerada. Guiteau insistiu veementemente que ele era legalmente insano no momento do tiroteio, mas ele não era realmente medicamente insano, o que causou uma grande desavença com seus advogados de defesa e que provavelmente contribuiu para a impressão do júri de que Guiteau estava apenas tentando negar a responsabilidade.
Guiteau estava planejando ativamente iniciar uma turnê de palestras após sua libertação e concorrer à presidência em 1884; ao mesmo tempo, ele se deleitava com o circo da mídia em torno de seu julgamento. Guiteau ficou consternado quando o júri não estava convencido de sua inspiração divina, condenando-o pelo assassinato de Garfield em 25 de janeiro de 1882 e sentenciando-o à morte. Ele foi enforcado em 30 de junho de 1882, apenas dois dias antes do primeiro aniversário do tiroteio, no Distrito de Columbia. Guiteau dançou até a forca e acenou para a platéia, apertou a mão de seu carrasco e, como último pedido, recitou um poema que ele havia escrito chamado "I am Going to the Lordy". A pedido do carrasco, Guiteau sinalizou que estava pronto para morrer deixando cair o papel.

## Consequências

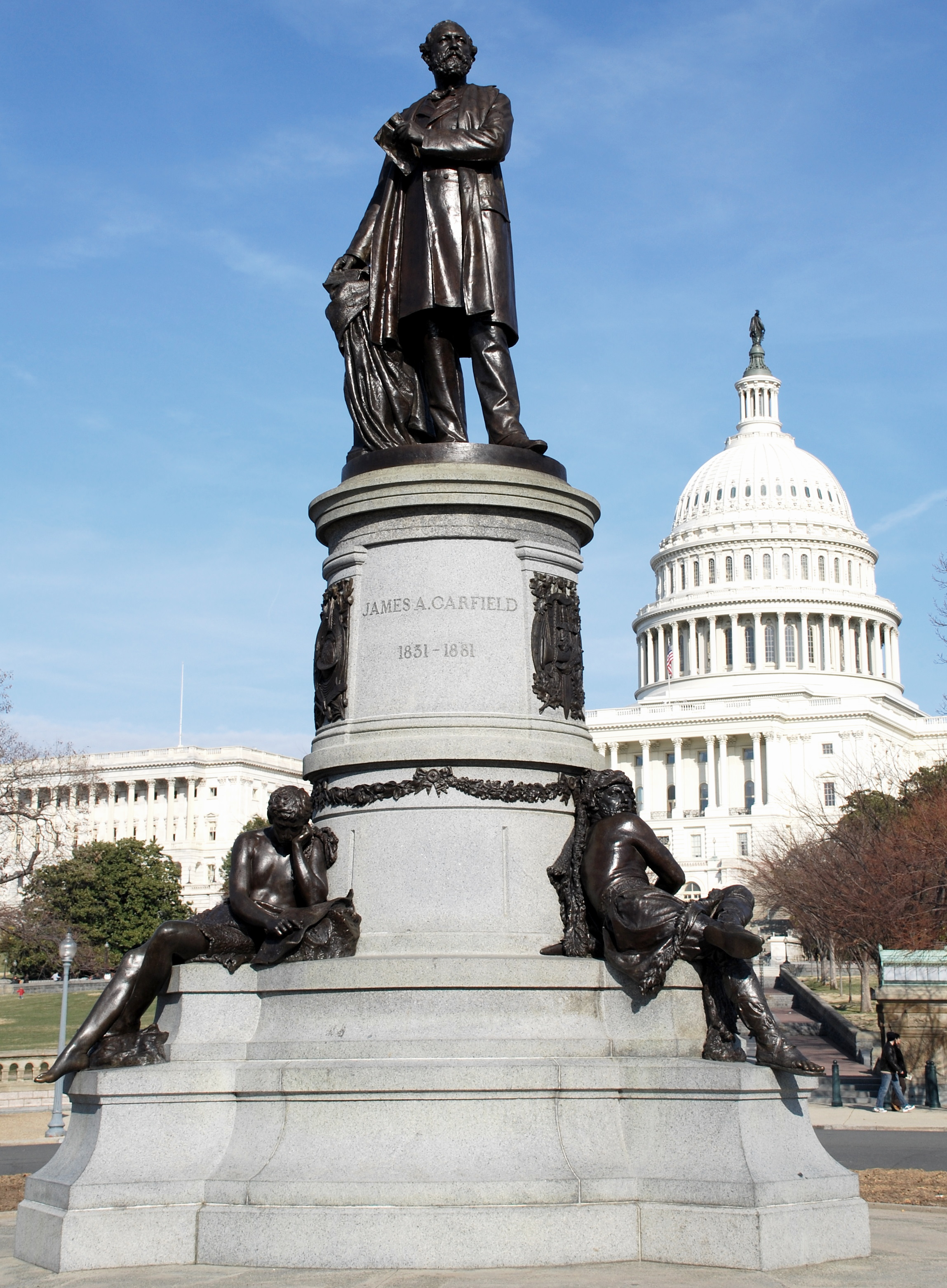
O Monumento James A. Garfield no Capitólio dos EUA

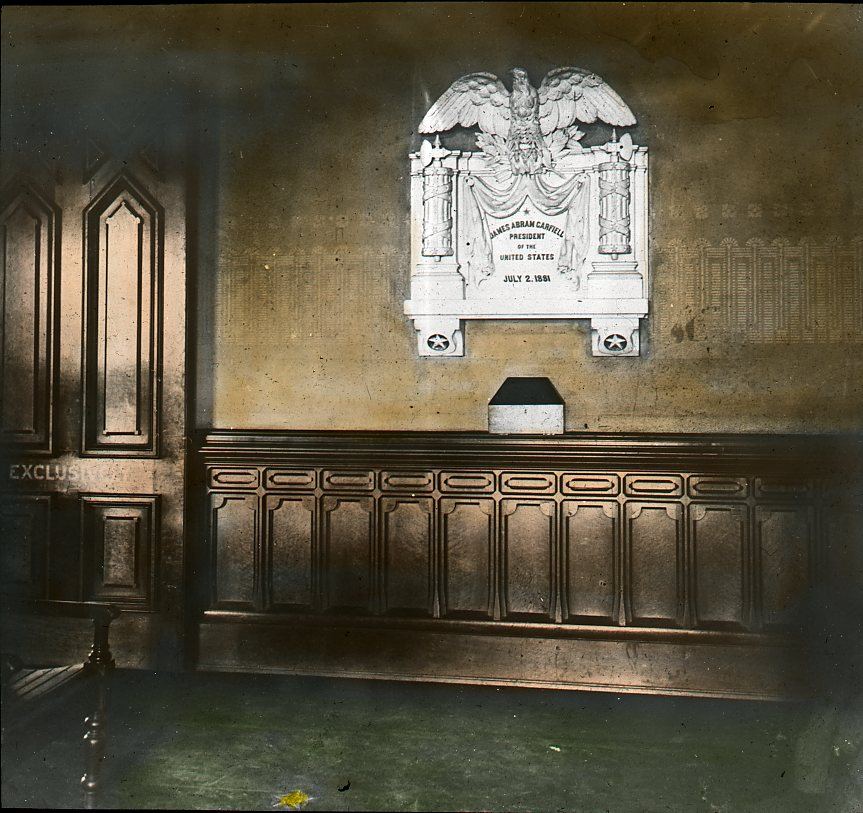
Memorial ao Presidente Garfield na antiga estação de trem. A estrela dourada no chão marcava sua localização quando ele foi baleado.

O assassinato de Garfield foi fundamental para a aprovação do Pendleton Civil Service Reform Act em 16 de janeiro de 1883. O próprio Garfield havia pedido a reforma do serviço público em seu discurso de posse e a apoiou como presidente na crença de que tornaria o governo mais eficiente. Foi passado como uma espécie de memorial ao presidente caído. Arthur perdeu a indicação republicana em 1884 para Blaine, que perdeu uma eleição apertada para o democrata Grover Cleveland.
A Estação Ferroviária de Baltimore e Potomac foi posteriormente demolida. O local é agora ocupado pelo Edifício Oeste da Galeria Nacional de Arte. O Serviço Nacional de Parques em 2018 colocou placas permanentes à beira da estrada para marcar o local do assassinato e homenagear Garfield. A poucos quarteirões de distância, o Monumento James A. Garfield fica no canto sudoeste do terreno do Capitólio dos EUA.
Garfield ficou de cama por 79 dias sem realizar nenhum dos deveres de seu cargo, exceto a assinatura de um documento de extradição, mas isso não provou ser uma dificuldade porque no século XIX o governo federal efetivamente fechava para o verão. independentemente. Durante a provação de Garfield, o Congresso não estava em sessão e havia pouco para um presidente fazer. Blaine sugeriu que o Gabinete declarasse Arthur presidente interino, mas essa opção foi rejeitada por todos, incluindo Arthur, que não queria ser percebido como alguém que buscava o poder.

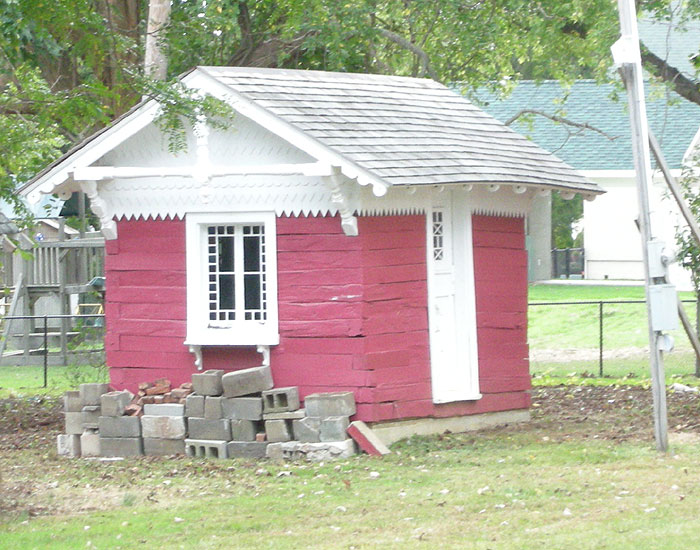
A Casa de Chá Garfield em outubro de 2007

O Congresso não tratou do problema do que fazer se um presidente estivesse vivo, mas incapacitado como Garfield, nem o Congresso levantou a questão trinta e oito anos depois, quando Woodrow Wilson sofreu um derrame que o deixou em coma por dias. e o deixou parcialmente paralisado e cego de um olho durante o último ano e meio de sua presidência. A Vigésima Quinta Emenda foi ratificada em 1967 e prevê um procedimento oficial quando a incapacidade de um presidente é reconhecida.
O assassinato de Lincoln ocorrera cerca de dezesseis anos antes, durante os estágios finais da Guerra Civil. Por outro lado, o mandato de Garfield foi marcado (na maior parte) por tempos de paz, e uma complacência geral em relação à segurança presidencial havia se desenvolvido nessa época. Garfield, como muitos outros presidentes, muitas vezes preferia interagir diretamente com o público e, embora alguma forma de segurança estivesse quase certamente em vigor, um detalhe de segurança abrangente não havia sido seriamente considerado pelo Congresso ou pelo presidente até aquele momento. Notavelmente, não seria até o assassinato de William McKinley, cerca de vinte anos depois, que o Congresso finalmente encarregaria o Serviço Secreto dos Estados Unidos da responsabilidade de garantir a segurança pessoal do presidente.
A Casa de Chá Garfield, construída pelos cidadãos de Long Branch, Nova Jersey, com os dormentes da estrada de ferro que foram estabelecidos especificamente para dar acesso de trem de Garfield à sua cidade, ainda está de pé hoje.
Em novembro de 2018, o National Park Service ergueu dois painéis de exibição em Washington para marcar o local do assassinato. Em julho de 2021, o NPS confirmou que esses painéis são permanentes.